# Constância
Constância là một huyện thuộc tỉnh Santarém, Bồ Đào Nha. Huyện này có diện tích 80 km², dân số thời điểm năm 2001 là 3815 người.